# Polle (Micronesia)
Polle è un atollo delle Isole Caroline. Amministrativamente è una municipalità del Distretto Faichuk, di Chuuk, uno degli Stati Federati di Micronesia. 
Ha una superficie di 1 km² e 2 662 abitanti (censimento 2008).